# 475 a.C.
Il 475 a.C. (CDLXXV a.C. in numeri romani) è un anno  del V secolo a.C.

## Eventi
- Fondazione della città di Neapolis da parte di coloni greci di Cuma.
- Kosho diviene imperatore del Giappone.
- Roma: 
  - consoli Publio Valerio Publicola e Gaio Nauzio Rutilo.
  - nella battaglia di Veio i romani sconfiggono una coalizione di Veienti e Sabini

## Morti
- Atossa, principessa persiana (n. 550 a.C.)
- Damo, filosofa greca antica (n. 535 a.C.)
- Eraclito, filosofo greco antico (n. 535 a.C.)
- Senofane, filosofo e poeta greco antico (n. 570 a.C.)